# 유비소역
유비소역(일본어: 湯檜曽駅, ゆびそえき)은 일본 군마현 도네군 미나카미정에 있는, 동일본 여객철도의 철도역이다. 조에쓰선이 지나간다.

## 역 구조
지상역으로, 승강장은 상하행별로 다른 위치에 있다. 하행선 승강장은 신시미즈 터널 안에 있으며, 상행선 승강장은 역사보다 1층 더 높은 둑 위에 있는 단식 구조이다. 역사와 하행선 승강장은 지하 통로로 이어져 있다.
미나카미역이 관리하는 무인역이다.

### 승강장
| 1 | ■ 조에쓰선 | 에치고유자와 · 나가오카 방면 | (지하 승강장) |
| 2 | ■ 조에쓰선 | 미나카미 · 다카사키 방면     | (지상 승강장) |

## 역세권 정보
- 국도 제291호선
- 요사노 뎃칸 시비

## 역사
- 1931년 9월 1일 - 일본국유철도 조에쓰선 미나카미 ~ 에치고유자와 구간의 개통과 동시에 문을 열었다.
- 1987년 4월 1일 - 민영화에 따라 동일본 여객철도의 소속이 되었다.

## 인접역
| 동일본 여객철도 조에쓰선 | 동일본 여객철도 조에쓰선 | 동일본 여객철도 조에쓰선    |
| ------------------------ | ------------------------ | --------------------------- |
| 미나카미 다카사키 방면   | ■ 보통                   | 도아이 나가오카·니가타 방면 |